# Carl Bergström (militär)
Carl Edvin Bergström, född 18 april 1893 i Östra Karups socken, död 31 januari 1977 i Göteborg, var en svensk officer i Armén och senare Flygvapnet.

## Biografi
Bergström blev fänrik i Armén 1917. Han befordrades till löjtnant 1918, till kapten i Flygvapnet 1928, till major 1938, till överstelöjtnant 1941 och till överste 1949.
Bergström avlade officersexamen 1916, och inledde sedan sin militära karriär 1917 vid Karlskrona grenadjärregemente i Armén. 1925 utbildade han sig till flygspanare. 1926 utbildade han sig till flygförare. 1926–1931 var han lärare och chef för skolkompaniet vid Flygskolan i Ljungbyhed. 1928 samt 1931 tjänstgjorde han vid Norra skånska infanteriregementet (I 6). 1931–1932 var han chef för Arméspaningskursen vid Flygskolan. Åren 1932–1934 samt 1935–1941 var han chef för Flygvapnets underofficersskola. Åren 1942–1948 var han chef för Flygvapnets centrala skolor (FCS). Åren 1949–1954 var han chef för Västra flygbasområdet (Flybo V). Bergström avgick 1954, med överstes rang.

## Utmärkelser
- Riddare av Svärdsorden, 1937.[1]
- Riddare av Vasaorden, 1946.[2]